# Гэлгут, Дэймон
Дэ́ймон Гэ́лгут (англ. Damon Galgut, род. 12 ноября 1963, Претория) — южноафриканский драматург и писатель. Лауреат Букеровской премии 2021 года за роман «Обещание». Ранее дважды попадал в шорт-лист Букера.

## Биография
Родился в Претории. Его отец был из еврейской семьи, а его мать обратилась в иудаизм. В 6 лет у него было диагностировано онкологическое заболевание — лимфома. Свой первый роман «A Sinless Season" он опубликовал в 1982 году, когда ему было 17 лет. Спустя 6 лет, в 1988 году он выпустил вторую книгу, это был сборник рассказов «Small Circle of Beings», включая одноимённую повесть в которой рассказывается о борьбе матери с болезнью сына. «The Beautiful Screaming of Pigs» (1991) в 1992 году победила в литературной премии Центрального информационного агентства (CNA Literary Award, CNA Prize), главной ежегодной литературной премией в Южной Африке.
После публикации «Хорошего доктора» в 2003 году работы Гэлгута стала более известны за пределами Южной Африки. История двух противоположных персонажей из отдаленной сельской больницы в Южной Африке после апартеида. «Хороший доктор» была с энтузиазмом воспринята критиками. В 2003 году он вошел в шорт-лист Букеровской премии а также получил премию писателей Содружества за лучшую книгу: Африка (2003).
Его роман « В странной комнате» вошел в шорт-лист Букеровской премии 2010 года за художественную литературу. Рецензируя роман в The Guardian , Ян Моррис написал: "Я сомневаюсь, что в какой-либо книге 2010 года будет больше запоминающихся воспоминаний о месте, чем в « Странной комнате». Он описал «В странной комнате» как «красивую» книгу, которая «поразительно задумана и навязчиво написано».
Его роман «Обещание» получил Букеровскую премию 2021 года . Гэлгут — третий писатель из Южной Африки, получивший Букеровскую премию, после Надин Гордимер и Дж. М. Кутзее, выигравшего дважды. Он говорит, что тема книги — время. Первоначальная идея пришла из разговора с другом, который является последним выжившим членом его семьи, и рассказал Гэлгуту о похоронах матери, отца, брата и сестры, на которых он присутствовал. 
Окончил Кейптаунский университет. Кроме крупной и малой прозы, Гэлгут написал несколько пьес. На момент получения Букеровской премии он работал над новым сборником рассказов.

## Оценки творчества
Роман «Обещание» получил восторженные отзывы на сайте агрегатора рецензий Book Marks, основанный на 11 рецензиях на книги от ведущих литературных критиков. В восторженном обзоре журнала «Harper's Magazine» Клэр Мессад назвала Гэлгута «экстраординарным»
писателем, написав:

«Как и другие замечательные романы, он сам по себе уникален и превосходит сумму его частей. „Обещание“ вызывает в памяти, когда вы доходите до последней страницы, глубокий внутренний сдвиг, который носит почти физический характер. Это, как опыт искусства, который случается очень редко и его следует ценить»